# Estádio Vail Chaves
O Estádio Vail Chaves, anteriormente como Estádio Romildo Vitor Gomes Ferreira, Papa João Paulo II e Estádio Wilson de Barros, é um estádio de futebol da cidade de Mogi Mirim, interior de São Paulo. Pertencente ao Mogi Mirim Esporte Clube e atualmente tem capacidade para 19.900 pessoas.

## História

### Nome
No fim dos anos 1930, o empresário Vail Chaves foi uma das pessoas que colaboraram para a cessão do terreno ao Mogi Mirim Esporte Clube. Antes de virar um estádio, o local era utilizado como depósito para a Companhia Paulista de Força e Luz. Com a desativação da companhia, uma parte do terreno foi doada para o município, que aproveitou o espaço para construir escolas, e outra parte, para o Mogi. O campo foi inaugurado quase cinquenta anos depois, em 7 de julho de 1981, na vitória do Mogi por 4 a 2 sobre o Palmeiras.
O nome durou até o então presidente Wilson Fernandes de Barros rebatizar o estádio em sua homenagem, após a construção de arquibancadas de concreto, na década de 1980, no valor de duzentos milhões de cruzeiros. A mudança foi feita em 1999.
Por causa de uma promessa, o próprio Wilson, que teve a mulher e a filha sequestradas, prometeu que, caso as duas fossem devolvidas, chamaria o estádio de Papa João Paulo II.
A última troca aconteceu assim que Rivaldo assumiu a presidência do Mogi Mirim, em 2011. O craque decidiu homenagear o pai e batizou o estádio de Romildo Vitor Gomes Ferreira. A mudança irritou torcedores e causou um distanciamento entre cidade e clube.
Em 2015, o estádio voltou ao seu nome original.

### Estrutura
O estádio teve uma das melhores infraestruturas do interior paulista, ainda mais com a reforma que o ex-presidente do clube, Wilson Fernandes de Barros, fez em 2000, aumentando a capacidade do estádio para 19,9 mil pessoas.
Nos setores da torcida da casa, existem cinco saídas, dois banheiros área para policiamento e até uma área com cela. Já no setor dos visitantes existem apenas duas saídas, dois banheiros e uma área para policiamento.
Dentro do campo há um portão para entrada e saída de ambulâncias em caso de alguma enfermidade. Um desses portões também pode ser utilizado pelos policiais, caso haja tumulto ou invasões de campo. No campo também há espaço para serem colocados vinte policiais em torno dele.
Encontram-se em dias de jogos catorze bilheterias abertas em torno do estádio. No local reservado para os visitantes, há uma capacidade máxima de dez mil torcedores, sendo vinte mil para o setor do clube mandante.

### Jogos importantes no local
Foi utilizado em jogos importantes como no Campeonato Paulista de 2005, nos seguintes jogos:[carece de fontes?]
- Corinthians 6–1 União São João de Araras
- Santos 0–0 São Paulo (jogo no qual o São Paulo se consagrou pela 21.ª vez campeão paulista)
- Mogi Mirim 1–2 São Paulo

No ano de 2006 a equipe da casa jogou contra os times do Palmeiras e do Corinthians. Ambos os resultados foram favoráveis para os times visitantes:[carece de fontes?]
- Mogi Mirim 1–5 Corinthians
- Mogi Mirim 1–2 Palmeiras
- Santos 0–0 São Paulo

Em 2007, o estádio recebeu o jogo dos clubes:[carece de fontes?]
- São Paulo 2–2 Marília

Em 2009, o estádio recebeu o "Jogo das Estrelas":[carece de fontes?]
- Dezembro de 2009 o Jogo das Estrelas, realizado por Rivaldo, contando com a presença de muitas celebridades, como Kaká, o próprio Rivaldo, Marcelinho Carioca, Elano, Cafu e muitos outros jogadores.

Em 2011, o estádio recebeu o clássico paulista o San-São pela última rodada do Brasileirão:
- São Paulo 4–1 Santos

Em 2013, o estádio recebeu a semifinal da Copa Sul-Americana: e do Campeonato Paulista:
- Ponte Preta 1–1 São Paulo, a Ponte avançou à final por ter ganho a partida de ida no Morumbi.
- Mogi-Mirim e Santos, em 4 de maio, com público de 16.645.

### Penhora e Leilão
Em 2023, a Justiça determinou o leilão do estádio, que estava penhorado desde 2019 devido a antigas dívidas do Mogi Mirim.
Em 2025, o estádio foi a leilão por uma determinação da Justiça devido a uma dívida trabalhista do xlube.